# كريستيان أورتيز (لاعب كرة قدم)
كريستيان أورتيز (بالإسبانية: Cristian Ortíz)‏ هو لاعب كرة قدم مكسيكي، ولد في 3 مايو 1999 في تيخوانا في المكسيك.

## وصلات خارجية
- كريستيان أورتيز (لاعب كرة قدم) على موقع قاعدة بيانات كرة القدم.إي يو (الإنجليزية)
- كريستيان أورتيز (لاعب كرة قدم) على موقع Soccerway.com (الإنجليزية)